# Jean-François Kervégan
 (avril 2016).
Si vous disposez d'ouvrages ou d'articles de référence ou si vous connaissez des sites web de qualité traitant du thème abordé ici, merci de compléter l'article en donnant les références utiles à sa vérifiabilité et en les liant à la section « Notes et références ».
En pratique : Quelles sources sont attendues ? Comment ajouter mes sources ?
Pour les articles homonymes, voir Kervégan.
Jean-François Kervégan, né le 5 décembre 1950 à Alger, est un philosophe français du droit.

## Biographie
Ancien élève de l’École normale supérieure de Saint-Cloud (promotion L1972), agrégé (1975)  et docteur d'État en philosophie (1990), il est depuis 2019 professeur émérite à l’université Panthéon-Sorbonne, où il a créé le groupe de recherche NoSoPhi (Normes, Sociétés, Philosophies); il est membre senior honoraire de l’Institut universitaire de France. 
Membre de diverses sociétés savantes et des instances scientifiques de nombreuses revues françaises et étrangères, il  dirige, avec Olivier Beaud, la Bibliothèque de la pensée juridique aux éditions Classiques Garnier.

## Axes de recherche[6]
Les travaux de Jean-François Kervégan se situent à l'intersection de trois domaines : la philosophie classique allemande (avec Hegel et Kant comme objets privilégiés), la philosophie politique (théorie de l’État et de la souveraineté, politique et conflictualité) et la philosophie du droit (théorie de la normativité, rapports entre normativité juridique et éthique). 
Après des premiers travaux universitaires consacrés à Husserl et à la Logique de Hegel,  ainsi qu'à la confrontation entre la pensée politique de Hegel et celle de Carl Schmitt, il s’est dédié, durant plus de vingt ans, à l’étude de la philosophie juridique, sociale et politique de l’idéalisme allemand, en s’intéressant tout particulièrement à Hegel, mais aussi à Kant. 
Dans le domaine de la philosophie politique, Kervégan s’est intéressé au destin de concepts comme ceux d’État, de souveraineté, de démocratie ou de droits de l’homme. Au-delà des aspects historiques de cette interrogation, il s’agit de réfléchir aux figures non étatiques du politique qui se sont développées dans le monde contemporain, comme le terrorisme, et à ce qu’elles peuvent signifier pour une pensée du politique qui reste attachée aux acquis de la modernité, sans être aveugle à ce qui peut en infléchir ou en saper le projet émancipateur.
Dans le champ de la philosophie du droit, il s’intéresse au statut de la normativité juridique. Après avoir réfléchi à la manière dont la réflexion de Kant et de Hegel sur la normativité (la « raison pratique ») peut alimenter le débat contemporain (post-kelsenien, analytique) en matière de théorie du droit et aider à résoudre certaines de ses difficultés, il se consacre depuis une dizaine d'années à la théorie des droits, à laquelle est consacré son livre Puissance des droits.

## Ouvrages
- Hegel, Carl Schmitt : le politique entre spéculation et positivité, PUF, coll. « Léviathan », 1992 ; rééd. PUF, coll. « Quadrige », 2005. Traduit en espagnol et en portugais.
- Hegel et l’hégélianisme, PUF, coll. « Que sais-je ? », 2005. Traduit en portugais, arabe et turc.
- L'effectif et le rationnel : Hegel et l'esprit objectif, Vrin, coll. « Bibliothèque d’histoire de la philosophie », 2008. Traduit en anglais, allemand et chinois.
- Que faire de Carl Schmitt ?, Gallimard, coll. « Tel », 2011. Traduit en allemand, espagnol, italien et tchèque.
- La raison des normes ; essai sur Kant, Vrin, coll. « Moments philosophiques », 2015.
- Variazioni Kelseniane, Naples, ESI, 2016.
- Explorations allemandes, CNRS Editions, 2019.
- Puissance des droits. Théorie, histoire, critique, PUF, 2025.

Il est aussi coauteur, éditeur ou coéditeur des ouvrages : 
- Introduction à la lecture de la Science de la logique de Hegel, Aubier, 3 tomes, 1981-1987.
- Recht zwischen Natur und Geschichte / Le droit entre nature et histoire, avec H. Mohnhaupt, V. Klostermann, 1997.
- Liberté sociale et lien contractuel / Gesellschaftliche Freiheit und vertragliche Bindung, avec H. Mohnhaupt, V. Klostermann, 1999.
- Influences et réceptions mutuelles du droit et de la philosophie en France et en Allemagne / Wechselseitige Beeinflussungen und Rezeptionen von Recht und Philosophie in Deutschland und Frankreich, avec H. Mohnhaupt, V. Klostermann, 2001.
- Crise et pensée de la crise en droit. Weimar, sa république et ses juristes, ENS éditions, 2002.
- De la société à la sociologie, avec Catherine Colliot-Thélène, ENS Editions, 2002.
- Hegel, penseur du droit, avec Gilles Marmasse, CNRS éditions, 2004.
- Wirtschaft und Wirtschaftstheorien in Rechtsgeschichte und Philosophie, avec H. Mohnhaupt, V. Klostermann, 2004.
- Modernité et sécularisation : Hans Blumenberg, Karl Löwith, Carl Schmitt, Leo Strauss, avec Michaël Fœssel et Myriam Revault d'Allonnes, CNRS éditions, 2007.
- Adolf Reinach, entre droit et phénoménologie, avec Jocelyn Benoist, CNRS éditions, 2008.
- Raison pratique et normativité chez Kant : Droit, politique et cosmopolitique, ENS éditions, 2010.
- Hegel au présent. Une relève de la métaphysique?, avec Bernard Mabille, CNRS Editions, 2012.
- Norme et violence. Une enquête franco-italienne, avec P.-Y. Quiviger et M. Plouviez, Olms, 2015.
- Manuel de l'idéalisme allemand, avec H. J. Sandkühler, Ed. du Cerf, 2015.
- « Alexandre Kojève face à Carl Schmitt », Philosophie n° 135 (septembre 2017).
- Dialogues avec Jürgen Habermas, avec Isabelle Aubert, CNRS Éditions, 2018.
- Droits subjectifs et citoyenneté, avec Olivier Beaud et Catherine Colliot-Thélène, Classiques Garnier, 2019.
- « Institutions », avec Christian Schmidt et Benno Zabel, Trivium 32 (2021) (en ligne).
- « Actualité ou inactualité du droit naturel », Revue de Métaphysique et de Morale, 2021/4.

J.-F. Kervégan a également traduit, présenté et commenté les Principes de la philosophie du droit de Hegel, PUF, 1998. Nouvelle édition revue et augmentée, PUF, coll. « Quadrige », 2003. Troisième édition revue et augmentée des Additions d'Eduard Gans, PUF, coll. « Quadrige », 2013.